# Perry (Georgia)
Perry es una ciudad ubicada en el condado de Houston en el estado estadounidense de Georgia. En el año 2000 tenía una población de 9.602 habitantes.

## Geografía
Perry se encuentra ubicada en las coordenadas 32°27′54″N 83°43′16″O / 32.46500, -83.72111 (32.464940, -83.721163).
Según la Oficina del Censo, la localidad tiene un área total de 42,5 km² (16,4 mi²), de la cual 42,5 km² (16,4 mi²) es tierra y 0 km² (0 mi²) (0.00%) es agua.

## Demografía
Según la Oficina del Censo en 2000 los ingresos medios por hogar en la localidad eran de $31,418, y los ingresos medios por familia eran $38,480. Los hombres tenían unos ingresos medios de $35,870 frente a los $21,136 para las mujeres. La renta per cápita para la localidad era de $18,266. 